# أحمد عبد الرحمن العماري
أحمد عبد الرحمن العماري هو شاعر يمني. ولد عام 1939م في مديرية يريم، بمحافظة إب. تلقى تعليمه الأولي في قريته، ثم انتقل إلى المدرسة العلمية في صنعاء، فدرس القرآن الكريم وعلومه، والحديث والتفسير والنحو واللغة. التحق بالعمل في إذاعة صنعاء عام 1955م، وقدم العديد من البرامج الدينية حتى أُحيل إلى التقاعد في 1998م. شارك في ثورة 26 سبتمبر وفي فك حصار صنعاء عام 1967م من خلال عمله كإذاعي. كتب العديد من الأشعار الغنائية والأناشيد الوطنية، وغنى له عدد من الفنانين منهم، علي بن علي الآنسي ومحمد حمود الحارثي، وعلي عبد الله السمة.

## أعماله
له العديد من القصائد الغنائية، ومن أشهر ما غني له.
| القصيدة                                                        | الملحن | المغني            |
| -------------------------------------------------------------- | ------ | ----------------- |
| في ظل راية ثورتي النشيد الوطني للجمهورية العربية اليمنية سابقاً |        | علي بن علي الآنسي |
| هذه أرضي وهذا وطني                                             |        | محمد حمود الحارثي |
| أقسمت يا وطن                                                   |        | الثلاثي الكوكباني |